# Baron Hastings

Ursprüngliches Familienwappen der Barone Hastings

Baron Hastings ist ein erblicher britischer Adelstitel, der dreimal in der Peerage of England verliehen wurde.
Der Titel erster Verleihung von 1290 besteht bis heute, der zweiter Verleihung von 1299 erlosch 1314 und der dritter Verleihung von 1461 ist seit 1960 abeyant. Alle drei Titel sind bzw. waren als Barony by writ in Ermangelung männlicher Erben auch in weiblicher Linie vererbbar.

## Verleihungen

### Erste Verleihung (1290)
Der Titel wurde erstmals 1290 für John Hastings geschaffen, indem dieser per Writ of Summons ins königliche Parlament berufen wurde.
Sein Enkel, der 3. Baron, wurde 1339 zum Earl of Pembroke erhoben. Dessen Enkel, der 3. Earl, erbte 1384 von seiner Mutter zudem den Titel Baron Manny. Als er am 31. Dezember 1389 starb erloschen der Earlstitel und die Baronie Manny. Über die Erbschaft der Baronie Hastings brach ein Streit unter seinen Verwandten aus, den für lange Zeit keiner von ihnen wirksam für sich entscheiden konnte. Der Titel Baron Hastings ruhte daher. Erst 452 Jahre später, 1841, sprach das House of Lords den Titel der Vorfahrenlinie des Jacob Astley zu. Rückwirkend wurden seine Vorfahren in männlicher Linie bis 1542 zu de iure Baronen Hastings erklärt; seit 1542 war der Titel demnach abeyant und wurde 1841 für Jacob Astley als 16. Baron Hastings bestätigt und wiederhergestellt.
Heutiger Titelinhaber ist seit 2007 dessen Nachfahre Delaval Astley als 23. Baron.

### Zweite Verleihung (1299)
Am 29. Dezember 1299 wurde der Titel parallel zum obigen ein zweites Mal geschaffen, indem Edmund Hastings per Writ of Summons ins königliche Parlament berufen wurde. Zur Unterscheidung vom Titel erster Verleihung wird der Titel nach dessen Besitzung, der feudalen Baronie Inchmahome in Stirlingshire auch Baron Hastings of Inchmahome genannt. Dieser Titel erlosch bereits 1314, als der 1. Baron kinderlos starb.

### Dritte Verleihung (1461)
Während der Titel erster Verleihung ruhte wurde der Titel am 26. Juli 1461 für William Hastings neu geschaffen, indem dieser per Writ of Summons ins House of Lords berufen wurde. Noch bevor ihn dessen Sohn Edward 1483 als 2. Baron Hastings beerbte, wurde dieser am 15. November 1482 ins House of Lords berufen. Dieser Writ of Summons begründete nach moderner Rechtsauffassung die Verleihung des separaten Titels Baron Hastings of Hungerford, der seit 1483 mit der Baronie Hastings von 1461 vereinigt ist.
Dessen Sohn, der 3. Baron, erbte 1520 von seiner Mutter auch die Titel 6. Baron Botreaux, 5. Baron Hungerford und 5. Baron de Moleyns; zudem wurde er 1513 zum Earl of Huntingdon erhoben. Beim Tod des 10. Earls am 2. Oktober 1789 fiel die Earlswürde an seinen entfernten Verwandten Theophilus Hastings, die fünf Baronien fielen an seine Schwester, die mit John Rawdon, 1. Earl of Moira verheiratet war. Deren Sohn Francis Rawdon-Hastings wurde 1783 zum Baron Rawdon erhoben, beerbte 1793 seinen Vater als 2. Earl of Moira und 1808 seine Mutter als 14. Baron Hastings, 17. Baron of Botreaux, 16. Baron Hungerford und 16. Baron de Moleyns und wurde 1816 zum Marquess of Hastings erhoben. Sein Sohn, der 2. Marquess, erbte 1840 von seiner Mutter zudem den Titel 7. Earl of Loudoun. Dessen jüngerer Sohn, der 4. Marquess erbte 1858 von seiner Mutter auch den Titel 21. Baron Grey de Ruthyn. Bei dessen Tod am 10. November 1868 erloschen das Marquessate, das Earldom Loudoun fiel an seine älteste Schwester Edith Rawdon-Hastings und die fünf Baronien fielen in Abeyance zwischen seinen vier Schwestern. 1871 wurde die Abeyance der vier Baronien Hastings, Botreaux, Hungerford und de Moleyns zugunsten der vorgenannten Edith Rawdon-Hastings, 10. Countess of Loudoun, beendet. Deren Sohn, der 11. Earl, erbte 1895 von seinem Vater auch den Titel 2. Baron Donington. Bei dessen Tod am 17. Mai 1920 fiel die Baronie Donington an seinen Bruder, das Earldom Loudon an seine Nichte Edith Abney-Hastings und die übrigen Baronien fielen in Abeyance zwischen seinen Nichten. Die Abeyance der Baronien Hastings und Botreaux wurde 1921 zugunsten vorgenannter Edith Abney-Hastings, 12. Countess Loudon, beendet. Ebenso 1921 wurde auch der seit 1594 abeyante Titel Baron Stanley für sie als 7. Baroness wiederhergestellt. Bei ihrem Tod am 24. Februar 1960 fiel das Earldom Loudon an ihre älteste Tochter Barbara Abney-Hastings, ihre Baronien fielen erneut in Abeyance.
Der Zustand der Abeyance hält bis heute an. Heutige Co-Erben der Baronien Hastings und Botreaux sind: Simon Abney-Hastings, 15. Earl of Loudoun (* 1974), Sheena Williams (* 1941), Flora Purdie (* 1957) und Norman Angus MacLaren (* 1948).

## Liste der Barone Hastings

### Barone Hastings, erste Verleihung (1290)
- John Hastings, 1. Baron Hastings (1262–1313)
- John Hastings, 2. Baron Hastings (1287–1325)
- Lawrence Hastings, 1. Earl of Pembroke, 3. Baron Hastings (1318–1348)
- John Hastings, 2. Earl of Pembroke, 4. Baron Hastings (1347–1375)
- John Hastings, 3. Earl of Pembroke, 5. Baron Hastings (1372–1389) (Titel ruhend 1389)
- John Hastings, de iure 6. Baron Hastings (1326–1393)
- Hugh Hastings, de iure 7. Baron Hastings (1377–1396)
- Sir Edward Hastings, de iure 8. Baron Hastings (1382–1438)
- John Hastings, de iure 9. Baron Hastings (1411–1477)
- Sir Hugh Hastings, de iure 10. Baron Hastings (1447–1488)
- Sir John Hastings, de iure 11. Baron Hastings (1466–1504)
- Sir George Hastings, de iure 12. Baron Hastings (1474–1512)
- Sir John Hastings, de iure 13. Baron Hastings (1498–1514)
- Sir Hugh Hastings, de iure 14. Baron Hastings (1515–1540)
- John Hastings, de iure 15. Baron Hastings (1531–1542) (Titel abeyant 1542)
- Jacob Astley, 16. Baron Hastings (1797–1859) (Abeyance beendet 1841)
- Jacob Astley, 17. Baron Hastings (1822–1871)
- Delaval Astley, 18. Baron Hastings (1825–1872)
- Bernard Astley, 19. Baron Hastings (1855–1875)
- George Astley, 20. Baron Hastings (1857–1904)
- Albert Astley, 21. Baron Hastings (1882–1956)
- Edward Astley, 22. Baron Hastings (1912–2007)
- Delaval Astley, 23. Baron Hastings (* 1960)

Titelerbe (Heir apparent) ist der Sohn des aktuellen Titelinhabers, Hon. Jacob Addison Astley (* 1991).

### Barone Hastings, zweite Verleihung (1299)
- Edmund Hastings, 1. Baron Hastings  (um 1265–1314)

### Barone Hastings, dritte Verleihung (1461)
- William Hastings, 1. Baron Hastings (um 1430–1483)
- Edward Hastings, 2. Baron Hastings (1466–1506)
- George Hastings, 1. Earl of Huntingdon, 3. Baron Hastings (1488–1544)
- Francis Hastings, 2. Earl of Huntingdon, 4. Baron Hastings (1514–1560)
- Henry Hastings, 3. Earl of Huntingdon, 5. Baron Hastings (1536–1595) (folgte bereits 1559 durch Writ of Acceleration als Baron Hastings)
- George Hastings, 4. Earl of Huntingdon, 6. Baron Hastings (1540–1604)
- Henry Hastings, 5. Earl of Huntingdon, 7. Baron Hastings (1586–1643)
- Ferdinando Hastings, 6. Earl of Huntingdon, 8. Baron Hastings (1609–1656) (folgte bereits 1640 durch Writ of Acceleration als Baron Hastings)
- Theophilus Hastings, 7. Earl of Huntingdon, 9. Baron Hastings (1650–1701)
- George Hastings, 8. Earl of Huntingdon, 10. Baron Hastings (1677–1705)
- Theophilus Hastings, 9. Earl of Huntingdon, 11. Baron Hastings (1696–1746)
- Francis Hastings, 10. Earl of Huntingdon, 12. Baron Hastings (1729–1789)
- Elizabeth Rawdon, Countess of Moira, 13. Baroness Hastings (1731–1808)
- Francis Rawdon-Hastings, 1. Marquess of Hastings, 14. Baron Hastings (1754–1826)
- George Rawdon-Hastings, 2. Marquess of Hastings, 15. Baron Hastings (1808–1844)
- Paulyn Rawdon-Hastings, 3. Marquess of Hastings, 16. Baron Hastings (1832–1851)
- Henry Rawdon-Hastings, 4. Marquess of Hastings, 17. Baron Hastings (1842–1868) (Titel abeyant 1868)
- Edith Rawdon-Hastings, 10. Countess of Loudoun, 18. Baroness Hastings (1833–1874) (Abeyance beendet 1871)
- Charles Rawdon-Hastings, 11. Earl of Loudoun, 19. Baron Hastings (1855–1920) (Titel abeyant 1920)
- Edith Abney-Hastings, 12. Countess of Loudoun, 20. Baroness Hastings (1883–1960) (Abeyance beendet 1921; Titel abeyant 1960)